# Jmenovitý výkon
Jmenovitý výkon {\displaystyle P_{N}} je největší trvalý výkon strojů, motorů, transformátorů, generátorů, elektrárenských kotlů atd., pro který byly vypočteny a postaveny. Při tomto výkonu nemusí být dosaženo nejlepších parametrů (např. nejvyšší účinnosti).